# Kerkgebouw Gereformeerde Gemeenten (Poortvliet)
De kerk van de Gereformeerde Gemeenten is een kerkgebouw in de plaats Poortvliet in de Nederlandse provincie Zeeland. De kerk is gelegen aan Zuidstraat 15.
Het sobere bakstenen kerkgebouw werd in 1930 in gebruik genomen door de Gereformeerde Gemeente, welke het jaar daarvoor was opgericht.
Tot 1950 werd de dienst ondersteund door een voorzanger, daarna kwam er een harmonium en in 1957 werd een orgel aangekocht. Dit orgel, gebouwd in 1929 door de Goese firma Dekker, deed voordien dienst in de Hervormde kerk van Aagtekerke.